# Rudolf Coronini
Rudolf Coronini (koroníni), zgodovinar in politik italijanskega plemiškega rodu, * 10. januar 1731, Gorica, † 5. maj 1791, Dunaj.
Grof Rudolf Coranini je pripadal kromberški veji Coroninijev. Po končanem študiju prava na Dunaju je nato živel v Gorici, kjer je opravljal službo državnega uradnika. Zgodaj se je začel zanimati za krajevno zgodovino in 1752 na Dunaju izdal prvo resneje zasnovano delo o zgodovini Goriške, Tentamen genealogico-chronologicum Comitum et Rerum Goritiae. R. Coronini je bil pomembna osebnost v času razsvetljenstva na Goriškem.